# NGC 3143
NGC 3143 is een balkspiraalstelsel in het sterrenbeeld Waterslang. Het hemelobject werd in 1880 ontdekt door de Britse astronoom Andrew Ainslie Common.

## Synoniemen
- MCG -2-26-33
- PGC 29579